# Bulinus hexaploidus
Bulinus hexaploidus é uma espécie de gastrópode da família Planorbidae.
É endémica de Etiópia.